# Hermann von Fritzlar
Hermann von Fritzlar (Hermannus de Fritschelar; † nach 1349) war ein deutscher Mystiker des 14. Jahrhunderts. Über sein Leben ist praktisch nichts bekannt. Die nordhessische Stadt Fritzlar war wohl sein Geburts- oder Heimatort. Wahrscheinlich war er kein Geistlicher, sondern ein gelehrter Laie. Aus verschiedenen Hinweisen in dem „Buch von der Heiligen Leben“ schließt man, dass er viel gereist war, nicht nur in Deutschland, sondern auch in Frankreich, Italien, Spanien und Portugal. Allerdings mag sich viel Diesbezügliches auch bereits in den vom Verfasser der Sammlung benutzten Quellen gefunden haben.

## Das „Buch von der Heiligen Leben“
Hermann von Fritzlar ist bekannt durch eine bedeutende, in den Jahren 1343 bis 1349 angelegte und in mitteldeutscher (rheinfränkisch-hessischer) Sprache verfasste asketische Prosasammlung, das „Buch von der Heiligen Leben“ (nachgedruckt in Franz Pfeiffers Deutsche Mystiker des vierzehnten Jahrhunderts). Die Sammlung, in gewandter und lebhafter Prosa, ist nur in einer einzigen Handschrift erhalten. Sie enthält etwa 90 legendarische Erzählungen und mit diesen verknüpfte oder unter sie eingestreute Predigten und Betrachtungen zu den Heiligenfesten des Jahres und zum Weihnachtsfestkreis. Sie wurde jedoch nicht von Hermann selbst, sondern in seinem Auftrag zusammengestellt, wahrscheinlich von dem Dominikaner Giselher von Slatheim, dessen Hauptleistung in der Kompilation der verschiedenartigen Teile bestand. Hauptquelle war eine nach 1323 von Heinrich von Erfurt angelegte Predigtsammlung (das Legendar weist auf eine Erfurter Quelle), aber eine Vielzahl von anderen Büchern, Predigten und theologischen Werken wurde ebenfalls herangezogen. Das Werk ist sowohl für die deutschsprachige prosaische Erzählungsliteratur als auch für die Geschichte der deutschen Mystik von Bedeutung.
Das Werk scheint eine Auswahl einer wesentlich umfangreicheren, um 1340 zusammengestellten Sammlung von Erklärungen der Evangelien und Episteln zu sein, die auf den Werken der Mystiker fußte und eine freisinnige und antihierarchische Geisteshaltung verkörperte.
Ein früheres Werk, „Die Blume der Schauung“, ein anonym überlieferter Traktat über die mystische „vita contemplativa“, ist nicht erhalten.